# Delvin Ndinga
Delvin N'Dinga (Pointe Noire, República del Congo, 14 de marzo de 1988) es un futbolista congoleño. Su posición en el campo es la de centrocampista.

## Selección nacional

### Sub-21
Fue internacional sub-21 de 2005 a 2007 con la selección de fútbol del Congo, en la cual jugó un total de 9 partidos y marcó 1 gol.

### Absoluta
Debutó con la selección de fútbol del Congo el 8 de junio de 2007 contra la selección de fútbol de Sudán, después en la Clasificación del Mundial de África, marco su primer gol contra la Etiopía, pero la selección congoleña perdió 4 a 3.

## Clubes
| Club                           | País                | Año       |
| ------------------------------ | ------------------- | --------- |
| Diables Noirs                  | República del Congo | 2003-2005 |
| A. J. Auxerre "II"             | Francia             | 2005-2008 |
| A. J. Auxerre                  | Francia             | 2008-2012 |
| A. S. Monaco F. C.             | Francia             | 2012-2016 |
| Olympiacos F. C. (cedido)      | Grecia              | 2013-2014 |
| F. C. Lokomotiv Moscú (cedido) | Rusia               | 2015-2016 |
| F. C. Lokomotiv Moscú          | Rusia               | 2016-2017 |
| Sivasspor                      | Turquía             | 2017-2019 |
| Antalyaspor                    | Turquía             | 2020      |
| Panetolikos                    | Grecia              | 2021      |
| Balzan F. C.                   | Malta               | 2023      |